# 光花鹅观草
光花鹅观草（学名：Roegneria leiantha）为禾本科的鹅观草属下的一个种。

## 扩展阅读
- 維基物種上的相關：光花鹅观草